# Pro Tools

Die alten Logos für Pro Tools in den Versionen LE, M-Powered und HD

Pro Tools ist eine Digital Audio Workstation (DAW), die vom ehemaligen amerikanischen Unternehmen Digidesign entwickelt worden ist und nach dessen Übernahme durch Avid Technology und seit der Version 9.0 unter der Marke Avid ProTools weiterentwickelt und vertrieben wird. ProTools verfügt über eine 64-Bit-Architektur mit interner 64-Bit-Gleitkommaverarbeitung. In der Version Pro Tools HD ermöglicht es Abmischungen bis zu 7.1 Surround Sound. Das MIDI-Interface von Pro Tools verfügt über einen Noteneditor und bietet über ReWire die Implementierung einer beidseitig synchronisierten Sibelius-Partitur, Sample Libraries können so beispielsweise mit dem Kontakt 5 Player von Native Instruments direkt eingebunden werden. Mit der Avid Video Engine können Videos direkt mit der Tonspur synchronisiert werden.

## Übersicht
Prinzipiell ähnelt die Handhabe von Pro Tools – wie bei anderen Digital Audio Workstations – der Kombination von Mehrspurrekorder und Mischpult, wobei die Besonderheit in den zusätzlich an die Hand gegebenen Werkzeugen liegt, die sich so nur digital verwirklichen lassen. Entsprechend finden sich im Programm zwei Haupt-Ansichten: die des Edit-Fensters und die des Mix-Fensters. Neben standardmäßig beinhalteten Funktionen zum Aufnehmen von MIDI und Audio, zum Schneiden, Nachbearbeiten und Mischen kann das Programm modular um Plug-ins für EQ, Hall, Tonhöhenkorrektur, Sampling oder Ampmodeling erweitert werden, jedoch muss hier oft auf Fremdanbieter zurückgegriffen werden. Bedientechnische Eigenart ist u. a. das sogenannte Smart Tool, was es ermöglicht, mit ein und demselben Werkzeug zu trimmen, zu markieren, zu verschieben und Fades zu setzen.
Pro Tools in der Version 12.7 vom 21. Dezember 2016 ist in verschiedenen Versionen erhältlich:
- Pro Tools
 Native, Host-basierte Version ohne DSP-Karte, nur Stereo, mit 32 Audioeingängen; AAX/RTAS. Erwerb im monatlichen Abonnement oder als Dauerlizenz mit einjährigem Upgrade-Plan.[6]
- Pro Tools | HD
 DSP-basiert, bis zu 7.1 Surround Sound und 192 Audioeingänge, mehrere Videospuren, Standalone mit einer reinen Schnittstellenkarte (z. B. Pro Tools HD Native bzw. andere Soundkarten) oder im Verbund mit einer DSP-Karte (z. B. Pro Tools HDX); AAX/TDM. Erwerb Standalone als Avid Pro Tools HD Upgrade Reinstate Dauerlizenz oder im Bundle mit einem Pro Tools HDX oder Pro Tools HD Native System und einjährigem Upgrade Plan.[7]
- Pro Tools | First
 Kostenlose Einsteigerversion, nur Stereo, mit vier Audioeingängen.[8]

Pro Tools unterstützt Sampleraten bis zu 192 kHz und Auflösungen von 16, 24 und 32 Bit. Standardmäßige Medienformate sind WAV-, AIFF-, MP3- und SDII-Audiodateien, sowie QuickTime-Videos. Weitere Dateiformate können über Plug-ins verarbeitet werden (siehe Abschnitt Pro Tools Plug-ins).

## Versionsgeschichte
Vormalige Varianten waren:
- Pro Tools Express (in der Version 10.3.4 vom 8. April 2013, mit einigen AVID-Audiointerfaces mitgeliefert; beschränkt in Funktionalität und Spuranzahl, Host-basiert, AAX/RTAS)[9]
- Pro Tools SE (in der Version 8.0.3 vom 21. Juli 2011, mit M-Audio-Hardware mitgeliefert, im Funktionsumfang stark beschränkt, Host-basiert, keine zusätzlichen Plug-Ins)[10]
- Pro Tools 9 MP (in der Version 6.0.3 vom 13. September 2011, für Hardware von M-Audio, Upgrade von Pro Tools SE, bietet zusätzliche Funktionen / mehr Spuren, Host-basiert, RTAS)[11]

Darüber hinaus gab es folgende fünf Varianten, welche nur mit Hardware des Unternehmens Avid Technology bzw. M-Audio (M-Powered (Essential)) benutzt werden konnten:
- Pro Tools HD (für Profistudios, DSP-basiert, Plug-In-Standard TDM, 3 Ausführungen: eine HD Core-Karte sowie keine, 1 oder 2 Accel-Karten kombiniert mit externen Interfaces, wobei die Erweiterung um zusätzliche Karten möglich war; TDM-Plug-ins)
- Pro Tools M-Powered (für Hardware von M-Audio, Host-basiert, RTAS)
- Pro Tools M-Powered Essential (eingeschränkte Freeware-Version), mit M-Audio-Hardware ausgeliefert
- Pro Tools LE (für Projektstudios und Heimanwender, Host-basiert, Plug-in-Standard RTAS)
- Pro Tools Academic (für den Bildungsbereich, Host-basiert, RTAS)

## Entwicklung
Pro Tools wurde ursprünglich von Peter Gotcher und Evan Brooks entwickelt, welche an der Universität Berkeley ein Studium der Elektrotechnik und Informatik absolvierten. Die Anfänge von Pro Tools liegen im Jahr 1984, als beide mit der Programmierung der Software Sound Designer begannen, deren Verwendungszweck darin lag, Samples für das Keyboard E-MU Emulator editieren zu können.
Ihre Software wuchs an Funktionalität und wurde nach einiger Zeit entsprechend in Sound Tools umbenannt. Als deren Integration in das 1987 veröffentlichte Emulator III-Keyboard jedoch von E-MU abgelehnt wurde, gründeten Gotcher und Brooks die Firma Digidesign, um ihr Programm eigenständig zu vertreiben. Der erste offizielle Release von Sound Tools wurde am 20. Januar 1989 auf der amerikanischen Musikmesse NAMM vorgestellt.
Die erste Veröffentlichung von Pro Tools erfolgte 1991. Zu diesem Zeitpunkt kostete das Programm etwa 6000 $ (USD), wobei bis zu vier Spuren gleichzeitig bearbeitet und über die Hardware (NuBus-Steckkarte und Interface 442 I/O) ausgegeben werden konnten. 1995 wurde Digidesign von Avid aufgekauft, seine Produkte jedoch vorerst unter der Marke Digidesign weitervertrieben.
Pro Tools war zu Beginn eine reine Audiosoftware mit eigener Hardware und wurde schrittweise um MIDI-Funktionen erweitert. Alternative Programme wie Cubase, Logic und Digital Performer begannen dagegen als MIDI-Software, die um Audiofunktionen erweitert wurde. Daraus resultieren unterschiedliche Stärken und Schwächen im Bedienungskonzept. Pro Tools gilt aufgrund samplegenauer Bearbeitung und ebenso genauer Automation bis heute als vorbildlich für die Audiobearbeitung, jedoch bis Erscheinen der Version 8 als weniger praktisch für MIDI-Editing. Viele Musikproduzenten (u. a. Just Blaze, Firzt Play) kombinierten Pro Tools deshalb mit Logic oder Digital Performer, zumal beide die Digidesign-TDM-Hardware direkt unterstützen.
Große Bedeutung hat Pro Tools in der Filmindustrie im Bereich Postproduktion erlangt und gilt dort neben Nuendo als Quasi-Standard für Tonschnitt und Sounddesign. Im Jahr 2004 erhielt der Hersteller Avid (damals noch unter dem Namen Digidesign) einen Oscar (die Sonderauszeichnung Academy Award of Merit) für sein Produkt Pro Tools.
Ab Version 9 wird Pro Tools erstmals auch als reiner Sequenzer vertrieben, nachdem das Produkt viele Jahre lediglich als hochintegrierte DAW erhältlich war und nur in Verbindung mit entsprechender Hardware erworben werden konnte.

## Das HD-System
Die neueren HD-Systeme benutzen das Plug-in-Format AAX HD. Hierbei wird die Berechnung von TDM-Plug-ins, anders als bei den LE-Systemen nicht von der/den CPU(s) übernommen, sondern von DSPs, die sich auf einer oder mehreren speziellen Erweiterungskarten des Computers befinden. Es gibt verschiedene Ausbaustufen des HD-Systems.

### Pro Tools|HD Native
Im Gegensatz zu den HDX bzw. HD Accel-Systemen bietet das HD Native-System keine Berechnung mittels DSP, die Nutzung von Pro Tools HD ist allerdings trotzdem möglich. Die HD Native-Umgebung ist als Thunderbolt-Audiointerface oder als PCIe-Karte mit zusätzlichen externen Interfaces (HD I/O, HD MADI, HD Omni, PRE), welche auch für die HDX-Systeme verwendet werden, verfügbar. HD Native-Systeme benutzen das AAX Native-Plug-in-Format; auch sie unterstützen das Vorläuferformat, hier RTAS. Bei nativen Systemen muss das Hostsystem auch alle Audioberechnungen durchführen, was eine nicht unerhebliche Systemlast mit sich bringt.

### Pro Tools|HDX
Das HDX-System besitzt mindestens eine Pro Tools|HDX-Karte an welcher spezielle AVID-Audiointerfaces angeschlossen werden; auf ihnen befinden sich aber auch die DSPs zur Audioberechnung. Auf HDX-Karten basierte Systeme benutzen das Plug-in-Format AAX HD; unterstützen aber auch das ältere TDM-System. Sämtliche Prozesse zur Audioverarbeitung sowie alle Plug-in-Berechnungen finden auf den DSPs der HDX-Karten statt. Dadurch wird das Hostsystem nur durch die minimalen Leistungsanforderungen der grafischen Oberfläche belastet und die Latenz der Audiosignale bei Verwendung von Effekten (EQ, Dynamics etc.) signifikant reduziert.

### Pro Tools|HD Accel (veraltet)
Version Pro Tools 10 bietet auch Unterstützung für das alte HD Accel-System, dieses besteht aus einer HD Core sowie optional mehreren HD Accel-Karten sowie externen Audiointerfaces, welche an diese Karten angeschlossen werden. Diese Unterstützung wird jedoch AVID zufolge in Nachfolgeversionen nicht mehr vorhanden sein. Von Digidesign selbst war das System als HD 1 (ohne Accel-Karte), HD 2 (eine Accel-Karte) und HD 3 (zwei Accel-Karten) verfügbar. Weitere Accel-Karten konnten jedoch separat hinzugekauft werden; die begrenzte Anzahl an PCI(e)-Steckplätzen machte jedoch meist ein externes PCI(e)-Extender-Gehäuse notwendig, dieses wurde von Digidesign als Magma-Chassis vertrieben.

## Erweiterbarkeit

### Plug-ins
Pro Tools ermöglicht das modulare Einbinden von nativen, mit der Rechner-CPU berechneten Plug-ins zur Realisierung verschiedenster Audio-Effekte in Echtzeit. Pro Tools HD ermöglicht ausschließlich auf Pro Tools HD- und HDX-Systemen über die TDM-Schnittstelle das Einbinden von DSP-Plug-ins in Echtzeit. Die Rechenleistung für native Plug-ins wird bei HDX-Systemen ebenfalls auf die DSP ausgelagert, was jedoch zu Latenzen führen kann. Darüber hinaus werden AudioSuite-Plug-ins für dateibasierte, nicht in Echtzeit gerenderte Effekte bereitgestellt.
Zur digitalen Kommunikation mit den Plug-ins bedient man sich des eigenen Standards der Real Time Audio Suite, kurz RTAS. Die proprietäre, von Digidesign entwickelte Plug-in-Schnittstelle ist im Gegensatz zu VST nicht Open Source. Mit Version 10 führte Avid das neue Plug-in-Format Avid Audio Extensions, kurz AAX ein, das es ermöglicht, Pro Tools-Sessions, die auf einem HD-System erstellt wurden, ohne Klangverluste auf einem nativen System zu öffnen und umgekehrt. Das Programm erkennt automatisch, ob zur Berechnung des AAX-Plug-ins die DSP-Leistung eines HDX-Systems zur Verfügung steht, oder, ob auf die Rechenleistung der Host-CPU zugegriffen werden muss. Pro Tools unterstützt somit ausschließlich AAX-, RTAS- und TDM-Plug-ins mit RTAS-Entsprechungen in 64-bit Architektur.

#### Surround Sound Plug-ins (Version Pro Tools HD)
| Audiocodecs                      | Audiocodecs                          | Audiocodecs                | Audiocodecs      |
| Format                           | Kanäle                               | Dateiendung                | Hersteller       |
| -------------------------------- | ------------------------------------ | -------------------------- | ---------------- |
| Dolby Digital                    | 5.1                                  | .ac3                       | Neyrinck         |
| Dolby Digital Plus               | bis zu 7.1                           | .ec3                       | Minnetonka Audio |
| Dolby Pro Logic II               | 5.1 in Stereo-Datei                  |                            | Minnetonka Audio |
| Signalbearbeitung (exemplarisch) |                                      |                            |                  |
| Name                             | Kanäle                               | Kategorie                  | Hersteller       |
| DTS Neural™ Surround UpMix       | Stereo-Upmix bis zu 7.1 (bis 48 kHz) | Raumsimulation             | Waves            |
| Ircam Spat v3                    | bis zu 7.1 (und Stereo-Upmix zu 7.1) | Raumsimulation             | Flux             |
| Alchemist v3                     | bis zu 7.1                           | Multiband-Dynamikprozessor | Flux             |

### Hardware
Für den Datentransfer zwischen Aufnahmegeräten und Pro Tools benötigt man spezifische Hardware, je nach System kann dies eine interne Soundkarte, ein externes Audio-Interface oder auch ein DAW-Mischpult sein. Diese werden je nach Version und Preiskategorie über Thunderbolt, FireWire, USB oder Ethernet angeschlossen. Neben einem AD-Wandler kann solche Hardware auch Vorverstärker für Mikrofon- und Kopfhörerbuchsen sowie DSPs zur Auslagerung von Rechenprozessen für die Signalverarbeitung beinhalten.
Seit November 2011 ist das Pro Tools-System offen und unterstützt somit Hardware von Fremdherstellern. Zuvor war ausschließlich Hardware von Digidesign und M-Audio (beides Marken von Avid Technology) zugelassen, die neben dem iLok-USB-Key wie eine Art Dongle fungierten.
Die Entwicklung von neuen Features und Implementierung bei der Hardware benötigte durch die proprietäre Hardware, mangels Wettbewerb, länger als bei Konkurrenzprodukten. Diesen Umstand nutzten Unternehmen, wie Solid State Logic aus, um eigene Interfaces mit offiziell nicht unterstützten Features zu entwickeln und zu vertreiben. Auf diese Weise konnte MADI mittels Pro Tools genutzt werden. Die Fremdhardware simulierte in Pro Tools vier virtuelle "192 I/O"-Interfaces von Digidesign. Auf diese Weise konnten bis zu 64 Ein- und Ausgänge über Lichtwellenleiter genutzt werden.

## Pro Tools Controller
Folgende Hardware-Controller (mit visuellen Elementen der Pro Tools-Oberfläche und sensitiven Schaltflächen, Schiebe- und Drehreglern, die real bedient und haptisch erfasst werden), finden als Bedienhilfe für Pro Tools Anwendung:

### Avid Controller
- Pro Tools | Dock
 Tischgerät mit berührungsempfindlichem, motorisiertem Fader und Touchscreen.[27]
- Pro Tools | S3
 Tischgerät mit 16 berührungsempfindlichen Motorfadern.[28]
- Pro Tools | S6
 Modulare Konsole mit mehreren Touchscreens (Modell S6 M10 bis zu 14 Module und 24 Fader, Modell S6 M40 bis zu 46 Module und 64 Fader).[29]
- Artist Control (ehemals Euphonix MC-Serie)
 Tischgerät mit acht beschleunigungsempfindlichen Drehreglern, vier berührungsempfindlichen, motorisierten Fadern und Touchscreen.[30]

### Fremdfabrikate (teils veraltet)
- Pro-Control
- D-Control
- C 24
- Command 8
- VENUE
- ICON (inzwischen abgelöst durch die S6 Serie)
- Digi-Factory
- M-Audio-Project-Mix